# Crkveni kantual
Crkveni kantual je zbirka skladbi i partitura crkvene glazbe namijenjena za orguljaše i dirigente u velikom formatu s potpunim harmonizacijama. Služi u svetoj liturgiji za glazbeni molitveni liturgijski dio kroz sva razdoblja crkvene godine te za posebne prigode i/ili s dodatcima za izvanliturgijsku upotrebu. Poznat je Hrvatski crkveni kantual, a najaktualniji je Pjevajte Gospodu pjesmu novu. Istovjetno djelo zborašima je namijenjeno u obliku crkvene pjesmarice.
Na susretu Liturgijske komisije HBK-a i Vijeća za liturgiju BKBiH-a 25. studenoga 2019. u Zagrebu, pod predsjedanjem biskupa mons. Zdenka Križića, predsjednika te komisije, uz banjolučkoga biskupa Franju Komaricu, predsjednika Vijeća za liturgiju BKBiH, i njegove suradnike,sudjelovalisu član Komisije mons. Tomislav Rogić, biskup šibenski, i tajnik Komisije fra Ante Crnčević, profesor na KBF-u Sveučilišta u Zagrebu. Raspravljalo se o dinamici prevođenja Rimskog misala i pripremi liturgijskih tekstova za pojedine hrvatske blaženike. Imajući na umu da je prevođenje liturgijskih tekstova vrlo zahtjevan posao, razmišljalo se o načinima da se posao ubrza uvijek brinući o kvaliteti prevedenih tekstova. U tom duhu predloženo je da i pojedini prevoditelji s prostora BiH budu uključeni u ovaj projekt. Prisutni su informirani i o tijeku završnih priprema za tiskanje Kantuala. Članovi Vijeća za liturgiju BK BiH predložili su da HBK i BK BiH otisne jedan zajednički Kantual vodeći računa ne samo o članovima biskupijskih zajednica na području HBK i BK BiH nego i o Hrvatima katolicima koji su autohtoni u pojedinim biskupijama u Srbiji i Crnoj Gori te o hrvatskoj inozemnoj pastvi.